# Coeficient de partició

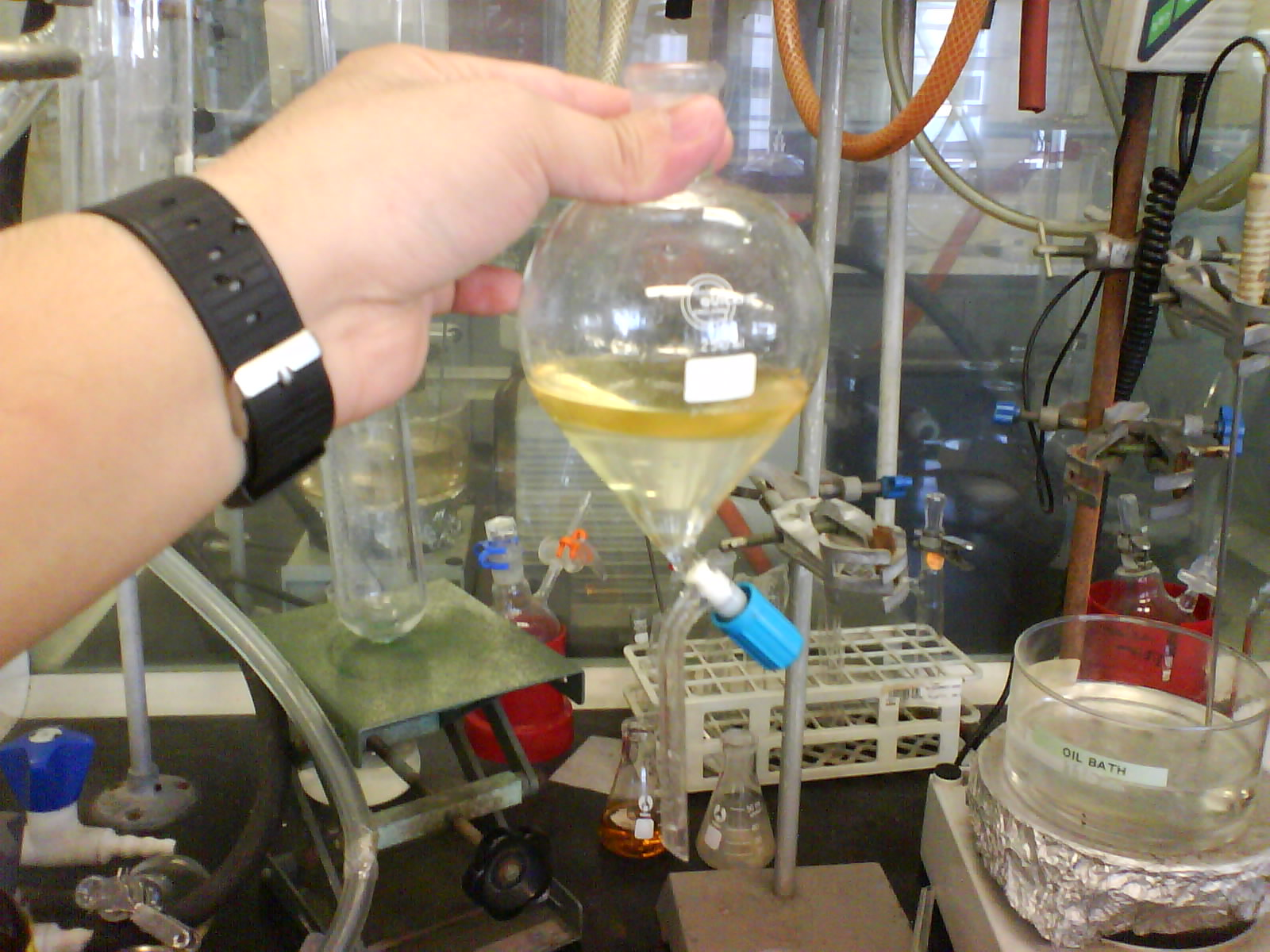
Dues fases d'una mescla en un embut de decantació

El coeficient de partició o coeficient de repartiment (Kd) és el quocient entre les concentracions d'un determinat component presents en dues fases líquides en equilibri. Es refereix a dos solvents immiscibles, com l'oli i l'aigua, el gasoil i l'aigua o el triclorometà i l'aigua. Els diferents soluts presents es distribueixen entre les dues fases d'acord amb les seves solubilitats respectives. D'aquesta forma, les sals inorgàniques, pràcticament insolubles en dissolvents orgànics, queden dissoltes en la fase aquosa, mentre que els compostos orgànics o moleculars, que solen ser poc solubles en aigua, passen a la fase orgànica.

## Fórmula
{\displaystyle {\ce {K_{d}= {\frac {C1}{C2}}= {\frac {S1}{S2}}}}}
C1: concentració de solut en el dissolvent 1. C2: concentració del solut en el dissolvent 2. S1: solubilitat del solut en el dissolvent 1. S2: solubilitat del solut en el dissolvent 2.
El coeficient de repartiment ens indica l'eficàcia de l'extracció (una tècnica molt emprada per a separar compostos orgànics que es troben en solució o en suspensió aquosa.), que depèn del seu valor i de la quantitat de dissolvent emprat.
Alguns dissolvents orgànics utilitzats són: toluè, èter de petroli, clorur de metilè, èter etílic, etc. L'elecció del dissolvent es fa tenint en compte la solubilitat en el mateix de la substància a extreure i la facilitat de separació d'aquesta substància del dissolvent.

## Coeficient de partició octanol-aigua logP
El coeficient de partició octanol-aigua (P, Ko/w o Kow pels noms en anglès) és un dels més usats per conèixer com d'hidrofòbic o hidròfil és un compost; ja que l'octan-1-ol és una substància bastant apolar i, per tant, solubilitza millor els lípids i les altres substàncies apolars, mentre que l'aigua és una substància polar i com a resultat dissol més bé substàncies amb càrrega com ara ions i substàncies polars. Sovint s'empren més els logaritmes que s'expressen com logP.